# Jiří Víška
Jiří Víška (3. prosince 1912 Olomouc – 26. února 1942 Mauthausen) byl český básník, esejista a překladatel z ruštiny, aktivní účastník protinacistického odboje. Zahynul v koncentračním táboře Mauthausen.

## Život

### Mládí
Narodil se v Olomouci, v rodině strojního inženýra. Po smrti matky vyrůstal s mladší sestrou u své tety a děda ve Sněžníku; když se otec v roce 1922 znovu oženil, vrátil se k němu. Střední školu (gymnázium a po vyloučení pro nekázeň obchodní školu) studoval v Brně.

### Knihkupec a překladatel
V letech 1930-1933 pracoval v Brně jako knihkupecký příručí a současně se vyučil knihkupcem. Jako student trávil prázdniny v rodišti svého otce v Letovicích a seznámil se zde se svými vrstevníky Jiřím Tauferem a jeho bratrem Oldřichem. V roce 1934, kdy pobýval v Letovicích pracovně, zde poznal další moravské spisovatele, Františka Kožíka, Klementa Bochořáka či Oldřicha Zemka. Od roku 1934 do 1937 pracoval v Karlových Varech v cizojazyčném knihkupectví Dobroslava Krejzy, kde se naučil rusky. Poté se stal redaktorem časopisu Naše kniha v Neubertově nakladatelství.
Z Neubertova nakladatelství přešel do knihkupectví Františka Topiče, kde pracoval jako příručí v oddělení německé literatury a přispíval do Topičova časopisu Tři týdny u Topičů (později Tři týdny v umění. Na doporučení Josefa Hory a pod patronací Bohumila Mathesia začal překládat ruskou poezii.

### Odboj, zatčení a smrt
Svůj byt v Libni poskytl v roce 1941 členovi ilegálního komunistického odboje s falešnými dokumenty. Když ten byl zatčen, nestačil dokumenty s adresou zničit a gestapo ponechalo Víška v domnění, že se tak stalo. Proto následně poskytl svůj byt asi na dva měsíce dvěma dívkám, též hledaným. 22. prosince 1941 byl zatčen a v lednu 1942 byl transportován do koncentračního tábora Mauthausen. Zde byl 26. února 1942 zastřelen. Byl esesáky zahnán do zakázaného pásma, ve kterém byl zastřelen.)

## Dílo
Podle Bohumila Mathesia byl základním principem Víškova překladu rytmus. Jan Zábrana ocenil jeho překlady takto:
| „             | Jeho verze svědčí o dobré znalosti ruštiny, která před válkou nebyla u překladatelů poezie samozřejmá. ... Nenacházíme u něj polovičatá řešení, zřídka obětuje víc než je třeba a pokud se od originálu odchyluje, není to nikdy proto, aby si usnadnil práci. Jedná se pak o svérázné, a zřídka mylné, pojetí originálu, pohybující se na pomezí parafrází, neztrácející básnickou logiku a neznehodnocující originál. Takové varianty nikdy neslevují z celkové vysoké úrovně. Nejpočetněji se tato činnost projevuje u překladů z Jesenina. Naopak u Bloka překlady udivují věrností a harmonickou uměřeností. | “ |
| — Jan Zábrana | |   |

### Překlady
- Alexandr Blok: Básně (vydal Vladimír Záruba, 1945)
- Sergej Jesenin: Básně (vydal Vladimír Záruba, 1946)[4]
- Sergej Jesenin: Modravá Rus (překlad Emanuel Frynta, Josef Hora, Marie Marčanová, Jiří Víška a Bohumil Mathesius, V Praze, Melantrich, 1947)
- Klíč k pokladu (překlady ruských básníků: Puškin, Lermontov, Blok, Jesenin, k vyd. připravil, doslovem O Jiřím Víškovi opatřil Jan Zábrana, Praha, Mladá fronta, 1976)

### Časopisecké příspěvky
Od roku 1930 do roku 1941 se příspěvky Jiřího Víšky objevovaly v denících (Lidové noviny) a časopisech (Tři týdny u Topičů, Hej rup atd.) Přispíval např. pod šiframi -jv-, J.V.